# Cavisoma magnum
Cavisoma magnum är en hakmaskart som först beskrevs av Southwell 1927.  Cavisoma magnum ingår i släktet Cavisoma och familjen Cavisomidae. Inga underarter finns listade i Catalogue of Life.